# 6749 Ireentje
6749 Ireentje è un asteroide della fascia principale. Scoperto nel 1960, presenta un'orbita caratterizzata da un semiasse maggiore pari a 2,6811984 UA e da un'eccentricità di 0,2502493, inclinata di 8,27204° rispetto all'eclittica.